# Karl Heinz Möbius
Karl Heinz Möbius (* 26. Juli 1913 in Berlin; † 10. Januar 1976 ebenda) war ein deutscher katholischer Priester und Marinepfarrer.

## Leben
Karl Heinz Möbius empfing am 13. März 1937 in der Berliner Sankt-Hedwigs-Kathedrale die Priesterweihe. Von 1937 bis 1939 war er zunächst Kaplan in der Kirche Mater Dolorosa in Berlin-Lankwitz. Während des Zweiten Weltkriegs war er als Marinekriegspfarrer tätig und wurde am 1. Juni 1940 in Stralsund eingestellt und verbeamtet. Im Juli 1943 wurde er in das deutsch besetzte Norwegen kommandiert.
Am 5. Oktober 1944 kam er in Tromsø nach der Denunziation durch zwei Krankenschwestern in Untersuchungshaft, nachdem er sich kritisch zur Besetzung Norwegens durch die Wehrmacht („Unternehmen Weserübung“ 1940) geäußert und die „Wunderwaffe“ V1 „keine Patentlösung für die Weiterentwicklung des Krieges“ genannt hatte. Drei Wochen später wurde er wegen der Zersetzung der Wehrkraft in diesen beiden Fällen zum Tode verurteilt. Wegen der ausstehenden Bestätigung des Urteils aus Berlin blieb er in Hammerfest in Haft. Erst nachdem der Marinestabsrichter Hans Filbinger sich bemühte, gegen dieses Urteil vorzugehen, wurde es am Weihnachtstag desselben Jahres aufgehoben. Möbius blieb in Untersuchungshaft und wurde erst während der letzten Kriegstage am 26. April 1945 in Kiel freigelassen. Er äußerte später mehrfach, dass er sein Überleben der Verzögerungstaktik Hans Filbingers zu verdanken habe.
Nach dem Krieg blieb Möbius Pfarrer beim Deutschen Minenräumdienst. Von 1946 bis 1954 war er als Geistlicher in Binz auf der Insel Rügen tätig. Danach wurde er Pfarrer in der Gemeinde von Berlin-Grünau-Bohnsdorf, die unter seiner Führung 1955 seelsorgerisch und 1969 vermögensrechtlich selbstständig wurde. Möbius starb am 10. Januar 1976 in Berlin.

## Sonstiges
Der Fall Möbius wurde im Buch Die geschmähte Generation von Hans Filbinger geschildert.
Ein im Bistum Berlin angesetzter Gedenkgottesdienst anlässlich des Todes von Hans Filbinger, bei dem der emeritierte Domkapitular Wolfgang Knauft an den Fall Möbius erinnern wollte, wurde kurz vor der Durchführung von Kardinal Georg Sterzinsky abgesetzt.